# Movimento Nacional da Reconstrução Brasileira

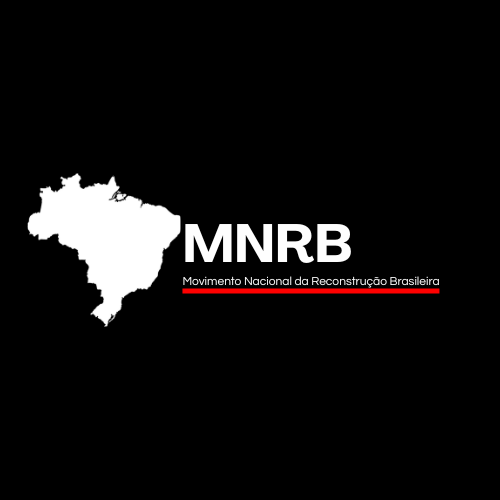
Logo Primária do MNRB

O Movimento Nacional da Reconstrução Brasileira (MNRB) é uma organização político-cultural de orientação nacionalista, trabalhista e popular, fundada pelo jovem presidente Felipe Araújo na cidade de Jundiaí, São Paulo. Inspirado pelo legado de líderes como Getúlio Vargas e Leonel Brizola, o MNRB defende a reconstrução moral, econômica e institucional do Brasil, por meio de uma plataforma baseada na soberania nacional, justiça social, fortalecimento do Estado e valorização do povo brasileiro como protagonista de sua própria história. O movimento surgiu como resposta à crise de identidade nacional e à degradação política do país, propondo um novo caminho enraizado na memória histórica e no compromisso com um Brasil forte, unido e independente.

## História do MNRB
O Movimento Nacional da Reconstrução Brasileira (MNRB) foi fundado em 2024 por Felipe Araújo, jovem nacionalista e defensor das tradições cívicas e trabalhistas brasileiras. O surgimento do movimento reflete a insatisfação de uma nova geração com os rumos do país, marcada por dependência externa, degradação cultural e desvalorização do trabalhador. Diante desse cenário, o MNRB nasce como uma resposta organizada, patriótica e profundamente ideológica à crise nacional.
Desde o início, Felipe Araújo — presidente nacional e idealizador do movimento — guiou o MNRB com uma visão clara: reconstruir o Brasil a partir de seus próprios alicerces históricos e culturais, com base em doutrinas nacionais como o Getulhismo, o Trabalhismo, o Brizolismo, o Castilhismo, o Nacionalismo Econômico e o Populismo Patriótico. Sob sua liderança, o movimento se firmou como voz ativa e corajosa no resgate da soberania, da ordem e da justiça social.
Em 2025, o movimento deu um passo decisivo ao lançar oficialmente o seu Manifesto, documento fundador que sistematiza os princípios ideológicos do MNRB e apresenta um plano nacional de reconstrução. O manifesto defende um Brasil soberano, com um Estado forte, desenvolvimento autônomo, valorização do trabalho, educação de base nacionalista e independência cultural.
Além da atuação política e formativa, o MNRB desenvolve importantes iniciativas de preservação histórica e cultural. Entre os destaques estão:
- 📚 Acervo Cultural Brasileiro (ACB): projeto que reúne, organiza e divulga obras, documentos e materiais fundamentais para o entendimento da história, da arte e da identidade brasileira. O ACB busca resgatar e proteger os símbolos da brasilidade, lutando contra o apagamento da memória nacional.

- 🧾 Acervo do Gegê: iniciativa de resgate, compilação e divulgação de discursos, obras, imagens e documentos ligados à vida e ao legado de Getúlio Vargas, referência central na doutrina do MNRB. O acervo visa reaproximar o povo brasileiro da verdadeira história do Trabalhismo e de sua contribuição para a soberania nacional.

Desde então, o MNRB tem crescido como um movimento estruturado, organizado e coerente em seus objetivos. Com presença digital ativa, materiais de formação patriótica e atuação constante em redes sociais e canais de comunicação próprios, o MNRB se consolida como um dos movimentos mais promissores do nacionalismo jovem brasileiro.
“O Brasil está sendo reconstruído. E quem reconstrói é o povo.”
— Felipe Araújo, presidente nacional do MNRB.

## O que é o MNRB?
O Movimento Nacional da Reconstrução Brasileira (MNRB) é uma organização patriótica e política de inspiração nacionalista, trabalhista e popular, que nasce do clamor por um Brasil soberano, forte, justo e unido. Fundado por Felipe Araújo, jovem idealista, estudioso da História do Brasil e atual presidente do movimento, o MNRB representa uma nova geração de brasileiros que se recusam a aceitar a decadência nacional e lutam por uma verdadeira reconstrução do país a partir de seus próprios valores, tradições e potencial.
O MNRB tem como missão reacender o orgulho de ser brasileiro, promovendo uma reconstrução profunda da nação a partir de seis pilares ideológicos: Getulhismo, Trabalhismo, Nacionalismo, Populismo, Brizolismo e Castilhismo. Esses fundamentos orientam sua luta por uma sociedade onde o Estado seja forte, a economia seja nacionalizada e soberana, os trabalhadores sejam valorizados, a cultura brasileira seja exaltada e a educação forme cidadãos conscientes e patriotas.
Sob a liderança de Felipe Araújo — presidente nacional e fundador — o MNRB se diferencia por sua clareza de propósito, rigor organizacional e visão de longo prazo. Felipe se destaca por seu compromisso firme com a pátria, por seu domínio da história política nacional e por sua habilidade estratégica em mobilizar jovens, estudantes e cidadãos conscientes em torno de uma causa maior: a reconstrução do Brasil pelos próprios brasileiros.
Em sua atuação, o MNRB defende:
- Soberania plena sobre nossos recursos, economia e território;
- Valorização do trabalho, com justiça social e combate à exploração;
- Educação nacionalista, que forme patriotas conscientes;
- Cultura brasileira autêntica, contra o esquecimento e a alienação;
- Segurança pública com ordem, disciplina e justiça;
- Política externa independente, que respeite o Brasil e seus interesses;
- Estado forte e eficiente, planejado e voltado ao bem comum.

Mais do que um movimento, o MNRB é um chamado à ação para todos os brasileiros que amam seu país e não aceitam vê-lo entregue à desordem, à submissão e à decadência. Inspirado por líderes como Getúlio Vargas, Leonel Brizola e Júlio de Castilhos, o MNRB propõe uma nova rota para o Brasil — com fé, com força e com um profundo senso de dever histórico.
“A reconstrução do Brasil não virá de fora, nem dos mesmos de sempre. Ela virá do povo. E o povo já começou a se levantar.”

 — Felipe Araújo, presidente do MNRB.

## A Presidência de Felipe Araújo no MNRB
Felipe Araújo é o presidente e principal articulador do Movimento Nacional da Reconstrução Brasileira (MNRB), organização político-cultural de orientação nacionalista e trabalhista. Desde sua fundação, Araújo ocupa o cargo máximo da estrutura organizativa do movimento, sendo responsável pela definição das linhas doutrinárias, das diretrizes estratégicas e das ações de expansão.
Sua ascensão à presidência se deu de forma natural, como resultado de seu protagonismo intelectual na criação do MNRB e de sua capacidade de síntese entre tradição e renovação. Apesar de sua juventude, Araújo tornou-se figura central na mobilização de um novo pensamento político brasileiro, voltado à reconstrução da soberania nacional, à valorização do povo e à edificação de uma identidade política brasileira autêntica.

### Diretrizes de governo do movimento
Desde que assumiu a presidência, Felipe Araújo estabeleceu uma estrutura conceitual e organizativa baseada em três pilares fundamentais:
- Soberania nacional e autodeterminação dos povos: O movimento, sob sua liderança, defende o fortalecimento do Estado brasileiro enquanto garantidor da independência econômica, política, cultural e espiritual do povo. Araújo rejeita a submissão do Brasil a interesses estrangeiros, seja por meio de organismos internacionais, seja por ideologias importadas que não respeitam as especificidades nacionais.
- Trabalhismo como eixo civilizatório: Inspirado na Era Vargas e nos projetos de nação protagonizados por líderes como Getúlio Vargas e Leonel Brizola, Felipe propõe um modelo em que o trabalho é compreendido como fundamento da dignidade humana e da unidade nacional. O Estado, nesse modelo, deve ser ativo na promoção da justiça social, da industrialização soberana e da valorização do trabalhador.
- Reconstrução cultural e moral da Nação: Um dos focos centrais de sua gestão é a reconstrução da cultura cívica brasileira, rompendo com a alienação imposta pela indústria cultural global e pela mediocridade política contemporânea. O MNRB, sob sua liderança, tem investido na formação de uma militância intelectualmente preparada, moralmente firme e emocionalmente comprometida com o Brasil profundo.

### Organização interna e rotina de ação
Durante a presidência de Felipe Araújo, o MNRB tem passado por uma progressiva institucionalização. Araújo estruturou o movimento com base em rotinas internas de estudo, produção ideológica e ação estratégica. Entre as medidas adotadas estão:
- Criação de núcleos de estudo com temáticas voltadas à história do Brasil, doutrinas nacionalistas, trabalhismo e teoria do Estado.
- Elaboração de propostas programáticas para a reconstrução nacional.
- Organização de planejamentos semanais e temáticos que equilibram formação teórica e atuação prática.
- Promoção de debates internos, revisão de documentos, criação de selos culturais e publicações com identidade visual própria.

Araújo também se destaca por sua disciplina pessoal e estilo metódico de comando. Seu cotidiano inclui leituras estratégicas, análise política, reflexões históricas e revisão constante das diretrizes do movimento, sempre mantendo uma postura sóbria e séria diante das responsabilidades assumidas.

### Perfil pessoal e pensamento político
Felipe Araújo é conhecido por sua postura firme, autocontida e intelectualmente articulada. A maneira como se posiciona publicamente, associando cultura, seriedade e nacionalismo, o distingue no cenário político juvenil e o transforma em referência para jovens que buscam romper com os extremos e com a mediocridade reinante.
Seus pensamentos estão fortemente enraizados em uma visão moral e espiritual de mundo, com ênfase na centralidade do povo como base legítima do poder. É defensor da autoridade do Estado quando subordinada ao bem comum, e crítico de qualquer forma de liberalismo econômico que desmantele o projeto nacional. Araújo valoriza profundamente as tradições brasileiras, a cultura popular, a religiosidade católica e os símbolos nacionais.

### Projeção e atualidade
Atualmente, Felipe Araújo segue à frente do MNRB com o objetivo de consolidar o movimento em nível nacional, alcançar novos públicos e formar quadros capazes de conduzir a reconstrução do Brasil sob uma nova mentalidade: combativa, soberana e trabalhadora. Ele tem defendido a criação de uma frente cultural e política que unifique forças patrióticas e populares, rompendo com o modelo falido de representação política que domina o Brasil desde a redemocratização.

Sua liderança é caracterizada por uma combinação rara de juventude, disciplina, visão estratégica e compromisso histórico. Araújo se apresenta como um dos nomes mais promissores de sua geração, cuja trajetória ainda está em curso, mas já provoca reflexões sobre o futuro do Brasil e o papel transformador da juventude nacionalista no século XXI.

"Não sou nem de direita, nem de esquerda, sou á favor de um Brasil, justo, soberano, protagonista e dono do próprio nariz. Não será os europeus que ajudarão o Brasil, não será os asiáticos, nem mesmo os estadunidenses, será nós mesmos que vamos erguer nossa pátria, e mostrar ao mundo aquele gigante que ficou durante anos adormecido, e finalmente acorda para sua glória." Felipe Araújo, presidente do MNRB.